# 世袭贵族
世袭贵族（英語：Hereditary peer），英国的一种贵族爵位。全国大约有八百个持有世袭头衔的贵族。大部分世袭贵族以前在上议院拥有席位。国会通过1999年上议院法令（House of Lords Act 1999）后，大部分世袭贵族都丧失了担任上议院议员的资格，只保留從所有世襲貴族中選出的92席。世袭贵族可經特别的令状（Writ of summons）獲传召到上议院议事。
具有世袭头衔者，不一定就是世袭贵族。举例而言，世袭头衔从男爵就并非世袭贵族的其中一个等级。相反，不具有世袭头衔的人，如终身贵族，也有可能是贵族。世袭贵族爵位通常由君主签发制誥创设，不过自1965年以来，英国只创设了六个新的世袭贵族爵位。
2024年9月5日，施紀賢政府宣佈計劃將上議院剩餘的92個世襲貴族議席廢除。

## 起源
世襲贵族制是结合了英格兰几种不同的制度和相类似的苏格兰、爱尔兰制度而构成的。
英格兰伯爵起源于盎格鲁撒克逊英格兰时期。大约在1014年，英格兰被分成了若干个郡，此举主要为了防御古斯堪的纳维亚人。每个郡都由当地的士绅豪杰领导，他们被称作伯爵。一人亦可担任多郡伯爵。当诺曼人征服英格兰之时，他们继续任命伯爵，但并非对所有的郡都是如此。各郡的行政首脑变成了治安官。伯爵成了官员，拥有分享郡中的律师费的特权。但伯爵爵位最终成了荣誉，年薪20英镑。就像许多封建职位一样，伯爵可世袭。但国王经常要求伯爵辞职或變更領地。通常，英格兰的伯爵少之又少，都是他们领地或是毗连州郡中的富豪。但这取决于现实境况：在斯蒂芬和玛蒂尔达皇后的内战时，3年内册封了9位伯爵。
征服者威廉和亨利二世并未册封公爵爵位；因为他们自己也只是诺曼底或是阿基坦的公爵。但当英格兰的爱德华三世宣称自己是法国国王时，他册封自己的儿子们为公爵，以作为他们与其他贵族的区分，就像今天的王室公爵与一般的公爵一样。后来的国王又设立了侯爵和子爵这两个级别：侯爵高於伯爵，伯爵高於子爵。
当亨利三世或是爱德华一世想要收税纳谏，他会召集牧师，伯爵以及各位重要官员来到他的大会议（其中有些现在看来可以算做议会）。一般，他只会让郡县派代表出席。一些被单独要求前往的代表后来成了男爵，但没有其他的头衔。另一方面，被选中的代表，进入了下议院。这种进入下议院的指令即为令状，起初不可世袭，亦非特权，接受人必须自费前往大会议，就税收问题表决，并认可自己为佃户总管（这会让他上缴特殊的税金），大胆参与王室政治—或是解决国王个人的借款请求（此举被视作善行）。
在15世纪玫瑰战争前，亨利六世的统治下，参加议会变得更加重要。以令狀宣布世襲權力在此期間首次出現，公吿某人為男爵的制誥也是如此。这五种爵位统称贵族。爵位的歷史越悠久，持有者就越尊贵。
如果一个男人有爵位，那么他的儿子可以继承；如果他没有孩子，他的兄弟可以继承。如果他只有一个女儿，他的女婿会继承他的家族领土，通常是同级爵位。更复杂的事需视情况而定。习俗与时俱进，伯爵爵位是第一个可世袭的，歷史上曾根据三种不同的規則来決定只有几个出嫁的女儿的伯爵爵位继承权归属；在13世纪，大女婿自动继承伯爵爵位；在15世纪，国王收回爵位重新册封（通常给大女婿）。在17世纪，爵位歸屬者未定，直到除了一个女儿之外其他的女兒及其子嗣都已死去，然後由倖存的女儿（或她的继承人）继承爵位。
当亨利二世成为爱尔兰领主后，他和他的继承人在爱尔兰开始模仿英格兰系统。在十三世纪，爱尔兰首次册封伯爵，同一世纪也成立了爱尔兰议会；在亨利八世宣布自己是爱尔兰国王前，这些议会都只是小型议会，只代表爱尔兰部分的利益。爱尔兰的贵族並非由令状册封；所有的爱尔兰贵族都是由制誥或特許狀册封，尽管一些早期的爵位制誥已经遺失了。当詹姆士二世离开英格兰后，他做了一段时间的爱尔兰国王，命令了三种爵位授予方法，而这被记在爱尔兰特权单上，尽管这些特权从未公布，但还是被认为具有法律效力。
爱尔兰贵族具有特殊的政治身份；因为他们虽为英格兰国王的臣子，但却是爱尔兰贵族，他们还能坐在英国下议院里谈笑风生。在18世纪，爱尔兰贵族爵位成了对英国政治家的奖赏，只是有时需要前往都柏林插手爱尔兰政治。
苏格兰亦发展出了相似的系统，只是细节不同罢了。苏格兰的伯爵起源于古代7位省督时期；他们被玛格丽特皇后册封为伯爵，苏格兰议会和英格兰议会一样古老；苏格兰版的男爵被称作上议院贵族。
英格兰和苏格兰之间的1707年联合法令规定未来的贵族皆为大不列颠贵族，且贵族都应遵循英格兰制度；因为苏格兰贵族相应的占多数，他们便选出代表来出席不列颠上议院。1800年联合法令又规定未来贵族为联合王国贵族，但也规定爱尔兰贵族仍可被册封；此时爱尔兰贵族开始担心他们头衔会变的一文不值，于是便坚持只有当三个爱尔兰贵族头衔消失时，才可重新授予一个头衔（直到只有100个头衔剩存）。在十九世纪初，爱尔兰贵族的册封便以此种形式开展，但1863年后只有3位人士被册封，1898年后则一个也没有了。截至2011年，只有66人仍拥有爱尔兰贵族头衔。

## 现代法律
英国贵族所适用的法律视贵族头衔的归属王国而定。英格兰，大不列颠，联合王国的贵族遵循英格兰法；三者区别在于英格兰贵族是1707年联合法令前册封的贵族；大不列颠贵族是1707年联合法令后，1800年联合法令前册封的贵族；而联合王国贵族是1800年联合法令后册封的贵族。而爱尔兰贵族遵循爱尔兰王国的法律，这种法律除了关于爱尔兰议会和不再指派的爱尔兰官员与英格兰法有所不同，其他都十分相似。因为自1898年起没有爱尔兰贵族被册封，故如今联合王国政府中再无爱尔兰贵族。苏格兰贵族遵循的法律亦相似于英格兰法，但在无数细节不同，而在中世纪习惯法一块大致相同。女性无权继承大多爵位。
其他国家的世袭贵族可能由政府管理，通常，一个共和国内会将贵族视作私人事务，且在领地无实际权力，故对其无太多顾忌。

## 等级与头衔

上议院 (旧议院，于1834年被烧毁) ，奥古斯都·普金与托马斯·罗兰森为阿克曼的伦敦缩影 (1808-11)作。

联合王国的爵位等级由高到低为：公爵、侯爵、伯爵、子爵、男爵。而相应的女性爵位则为女公爵、女侯爵、女伯爵、女子爵、女男爵。
在苏格兰贵族中，级别最低的是上议院贵族。苏格兰的男爵是封建时期的军衔，而非一种爵位。英格兰和威尔士的封建男爵在继承权方面与苏格兰的封建男爵相似，但已过时。封建男爵最后一次被召集前往战场是在1327年。1660年废除土地占有制法令则最终废除了封建男爵。
贵族由君主通过召集令状或专利特许证册封。在如今宪政惯例上，除皇室钦定外，没有贵族会在没有首相建议的情况下被册封。
许多贵族有多条头衔；比如一个人可以是不同封号的公爵，伯爵，子爵。但当他坐在议院里时，他仍然只有一张选票。然而，1999年上议院法令颁布后，这些贵族可以通过递进法案，将他们次等的头衔在死前传给继承人，这样贵族和继承人就各自有一张议院选票了。在次等头衔传给继承人前，继承人也可以把父亲的次等头衔作为礼貌称号，但他不算作贵族。